# AzPainter
AzPainter — вільний мінімалістичний растровий графічний редактор для створення цифрового живопису та піксельної графіки. Вихідний код програми написано на мові програмування C, а графічний інтерфейс створено з використанням власної програмної бібліотеки побудованої на основі Xlib (libX11).
Першопочатково програма створена для Windows, пізніше була переписана для Linux та інших Unix-подібних операційних систем.

## Історія

#### AzPainter
1 жовтня 2006, випущено першу нестабільну версію AzPainter 1.0.0 beta1 для операційної системи Windows.

#### AzPainter2
10 травня 2009, випушено AzPainter2 2.0.0, переписану наново версію AzPainter для Windows.

#### AzPainter 1.0
У 2013, код програми було переписано з використанням власної бібліотеки графічного інтерфейсу на основі Xlib — AzXClass, та випущено версію 1.0.0 для Linux та інших Unix-подібних операційних систем.

#### AzPainter 2.0
7 лютого 2017, випущено AzPainter 2.0.1, переписаної з використанням нової бібліотеки графічного інтерфейсу — mlib, а також припинено підтримку Windows. Користувачі створили пакунки для різних дистрибутивів Linux, Mac OS (з використанням XQuartz), FreeBSD та OpenBSD.

#### AzPainter 3.0
З версії AzPainter 3.0.0, програму було переписано з використанням нової бібліотеки графічного інтерфейсу — mlk.
Починаючи з версії 3.0.8, на платформі GitLab окрім джерельного коду також надаються скомпільовані універсальні виконувані файли AzPainter у форматі AppImage для Linux.

## Можливості та особливості програми
Графічний інтерфейс користувача AzPainter подібний до Adobe Photoshop, GIMP, Krita, Paint Tool SAI та інших сучасних графічних редакторів. На відміну від останніх, AzPainter у скомпільованому стані має бінарний розмір менше за 1 (один) мегабайт і є найкомпактнішим графічним редактором з підтримкою редагування і збереження файлів Photoshop Document (PSD) та підтримкою ієрархічної структури шарів зображення і більшості властивостей шарів, орисаних у специфікаціях PSD.
- Кольори: RGB кольори з глибиною кольору в 1-біт, 8-біт[en] та 16-біт[en], із підтримкою альфа-каналу (прозорості).
- Шари: багатошарові зображення, з ієрархічною структурою, та типами і фільтрами шарів сумісними зі специфікацією файлів PSD; текстові шари реалізовано частково.
- Пензлі: власний формат пензлів для малювання, який має велику кількість налаштувань, зокрема і динамічні налаштування роботи пензлів при використанні графічних планшетів з сенсором сили натискання стилуса[19][20].
- Текст та шрифти: підтримка різних типів комп'ютерних шрифтів, а також підтримку вертикального вводу тексту.
- Текстури: підтримка використання текстур зображень як для пензлів, так і для інших інструментів малювання.
- Ефекти та фільтри: вбудований набір з кількох десятків різних візуальних ефектів та фільтрів.
- Інтерфейс:
  - підтримка створення власних кольорових тем оформлення;
  - налаштування положення панелей інструментів та бокових панелей;
  - вбудований переглядач зображень;
  - відзеркалення полотна;
  - поворот полотна на довільний кут;
  - налаштовувані поєднання клавіш клавіатури для дій та інструментів, з можливістю призанчення дій на кнопки під'єднуваних пристроїв вводу (миші, стилуса графічного планшета, тощо).
- Історія дій: підтримка до 400 кроків відміни.

## Підтримувані формати
- APD — власний формат зображень AzPainter[21], подібний до Photoshop Document (PSD)
- ADW — власний формат зображень AzDrawing[21] (AzPainter не зберігає у цей формат), подібний до PSD
- ACO — формат файлів палітр Adobe Photoshop
- BMP
- GIF (лише статичні зображення);
- PNG
- PSD (підтримка більшості фільтрів шарів та часткова підтримка текстових шарів; без підтримки векторних шарів)
- JPEG
- TIFF
- WebP (лише статичні зображення)

## Порти
AzPainter портовано для Haiku (з використанням власної бібліотеки Xlibe) та Android (з використанням Termux X11).
Сучасні версії AzPainter для Linux можна запускати у сердовищі WSL на Windows 10 та новіших версіях Windows.
Ранні версії AzPainter/AzPainter2 для Windows можна запускати у середовищі Wine на Linux, Mac OS та інших Unix-подібних системах.

## Додаткові програми
- APainterB — графічний редактор адаптований для створення піксельної графіки. Об'єднано з AzPainter 3.0.0.
- AzDrawing — графічний редактор адаптований для створення коміксів та манґи. Об'єднано з AzPainter 3.0.0.
- azimgview — переглядач зображень APD, ADW та інших підтримуваних AzPainter.
- apdtool — конвертер файлів зображень APD, ADW та інших підтримуваних AzPainter.
- rgb2cmyk — конвертер файлів зображень, підтримуваних AzPainter, з кольорового простору RGB/sRGB у CMYK (лише PNG, PSD і TIFF) з використанням профілів ICC[en].
- rqimage — програма для зміни розмірів і ступеню стиснення файлів зображень підтримуваних AzPainter.
- AzXClass, mlib, mlk — вільні програмні бібліотеки графічного інтерфейсу, побудовані на основі Xlib (libX11).

## Дивіться також
- Порівняння растрових графічних редакторів
- XPaint[es]